# (308193) 2005 CB79

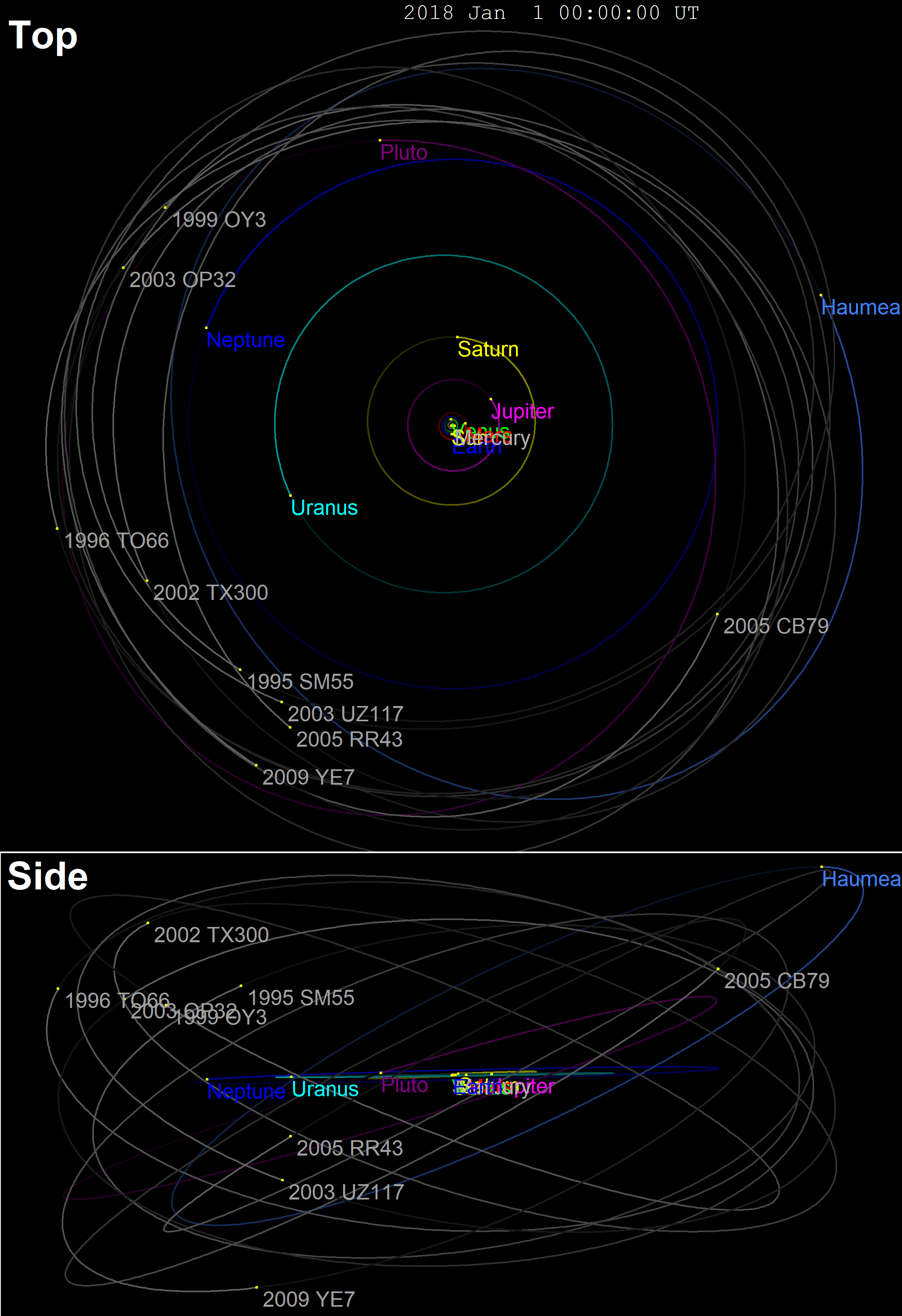
Quỹ đạo của 2005 CB79 ở góc dưới bên phải.

(308193) 2005 CB79 là một vật thể ngoài Sao Hải Vương. Đây là một thành viên của hệ Haumea.

## Hệ Haumea
Là một thành viên của hệ Haumea, (308193) 2005 CB79 bị nghi ngờ là một mảnh vỡ va chạm băng giá từ hành tinh lùn Haumea. Với cường độ tuyệt đối (H) 4,7, và suất phản chiếu của hệ Haumea là 0,7, vật thể này sẽ có đường kính 158 km. Các quan sát của Mike Brown vào năm 2012 khi sử dụng Đài quan sát W. M. Keck cho thấy (308193) 2005 CB79 không có bạn đồng hành.

## Đặc điểm vật lý
2005 CB79 có đường kính khoảng 158 km. Với đường kính này, nó không đủ khả năng để trở thành hành tinh lùn. Tiểu hành tinh này mất 6.76 giờ để tự quay quanh trục của nó. Suất phản chiếu được giả định là 0.7. Cấp sao biểu kiến là 21.1, còn tuyệt đối là 4.6.